# La Serra (San Miniato)
La Serra è una frazione del comune italiano di San Miniato, nella provincia di Pisa, in Toscana.

## Geografia fisica
La frazione della Serra è situata in piano, sulla riva sinistra del torrente Egola, nel punto in cui ne diviene tributario il rio Ensi. Presso la località del Palagio, a nord del centro, scorre invece il rio del Palagio, che nasce da Montebicchieri e si immette anch'esso nell'Egola.
La frazione confina a nord con Ponte a Egola, ad ovest con Marti, nel comune di Montopoli in Val d'Arno, a sud con Bucciano e ad est con Balconevisi, Moriolo e Corazzano. La Serra dista circa 8 km dal capoluogo comunale e poco più di 45 km da Pisa.

## Storia
La frazione della Serra si sviluppa a partire dal XX secolo come borgo agricolo sul quadrivio che porta in direzione di numerose località quali Corazzano, San Miniato, Ponte a Egola, Bucciano, Balconevisi e Palaia. Il nucleo della frazione era costituito da alcuni poderi ed edifici rurali, raccolti intorno ad un tabernacolo con la statua della Madonna, presso il quadrivio, e qui sorse nel 1947 una cooperativa Casa del Popolo che contribuì ad incrementare la frequentazione della località.
Tra gli anni settanta e gli anni ottanta, grazie alla costruzione di un'area residenziale e alcune attività commerciali, la frazione si sviluppò fino a divenire una delle più vivaci del territorio samminiatese. Scrive nel 1972 lo storico pisano Giuseppe Caciagli che «è da attribuire a questa sua particolare posizione topografica, in pianura, il fatto per cui è centro agricolo assai popolato e ricco di iniziative anche a carattere industriale».

## Monumenti e luoghi d'interesse
Al centro della frazione è situata la chiesa parrocchiale dei Santi Regolo vescovo e Lucia vergine e martire, mentre presso il quadrivio è situato un tabernacolo con la scultura della Vergine Maria risalente al XIX secolo.
Lungo la strada in direzione di Ponte a Egola, poco fuori dal centro abitato, si trova la piccola località di Palagio, antico centro agricolo del territorio, dove è situata la rinascimentale villa Pazzi, della famiglia Pazzi di Firenze. I Pazzi ereditarono la proprietà dal dottore samminiatese Giovanni Samminiati di Chellino, il quale, deceduto a Firenze nel 1461, venne sepolto nella cappella gentilizia della villa, intitolata ai Santi Iacopo e Filippo. I Pazzi per riconoscenza fecero realizzare presso la cappella una statua in marmo raffigurante il signor Samminiati dormiente. Su di un'altura sopra la località, invece, si trova il disabitato borgo di Montebicchieri, con castello, fattoria e chiesetta medievale.

## Geografia antropica
La frazione si estende su di un territorio che conta 935 abitanti, il cui centro è costituito dal centro abitato di La Serra (45 m s.l.m., 510 abitanti). Sono poi compresi altri nuclei abitati che convergono sul centro principale, e i più importanti sono quelli di Montebicchieri (disabitato) e Palagio (40 m s.l.m., 88 ab.).

## Sport
Alla Serra, oltre il bivio per Bucciano, è situato il crossodromo internazionale Santa Barbara.